# Vimba
Vimba es un género de peces ciprinidos que se encuentra en Europa y Asia occidental.

## Especies
- Vimba elongata
- Vimba melanops
- Vimba mirabilis
- Vimba vimba[1]